# Drosophila pseudotakahashii
Drosophila pseudotakahashii este o specie de muște din genul Drosophila, familia Drosophilidae, descrisă de Mather în anul 1957. Conform Catalogue of Life specia Drosophila pseudotakahashii nu are subspecii cunoscute.